# Stoneridge
Stoneridge es un lugar designado por el censo ubicado en el condado de Cíbola en el estado estadounidense de Nuevo México. En el Censo de 2020 tenía una población de 21 habitantes y una densidad poblacional de 10,14 habitantes por km². Fue incluido como CDP en el censo de 2020.

## Geografía
Stoneridge se encuentra ubicado en las coordenadas 35°18′07″N 108°06′12″O / 35.30194, -108.10333. Según la Oficina del Censo de los Estados Unidos,  tiene una superficie total de 2,07 km², todos correspondientes a tierra firme.